# الرابطة الجزائرية المحترفة الأولى 1997–98
الرابطة الجزائرية المحترفة الأولى 1997–98 هو موسم من الرابطة الجزائرية المحترفة الأولى. فاز فيه إتحاد الحراش.